# Obbligazione estera
Una obbligazione estera, anche detta obbligazione internazionale, è un titolo obbligazionario emesso da imprese private oppure da Stati sovrani al di fuori del proprio paese di residenza. Le emissioni obbligazionarie internazionali possono essere denominate sia nella valuta specifica del paese in cui ha luogo l'emissione (caso più frequente), sia nella valuta del paese in cui risiede l'emittente. Spesso gli emittenti attribuiscono alle proprie emissioni una denominazione che ricorda il paese di origine, si parla ad esempio di Yankee bond (obbligazioni internazionali emesse negli USA), Samurai bond (obbligazioni estere emesse in Giappone), Bulldog bond (obbligazioni internazionali emesse nel Regno Unito). La loro importanza storica è notevole: una quota significativa delle ferrovie statunitensi, costruite nel XIX secolo, venne finanziata dalla vendita di obbligazioni estere nel Regno Unito.